# Roque Falcon
Roque Federico Falcon Rodriguez, född 19 juli 1961 i Stockholm, är en svensk författare. Han är uppväxt på Södermalm, med svensk mor och spansk far. Förutom författarskapet, har Roque Falcon varit verksam inom skolan och inom svensk basket.
Falcon fick mycket uppmärksamhet med böckerna "Bota henne" (1987) och "Vålnaden" (1990). Under 15 års tid gjordes ett uppehåll i författandet, tills boken "Jonny Blir kriminell" gavs ut 2005. Boken kan betecknas som en kritik mot svenska skolan, eller en "larmrapport från bakom katedern".